# اختبار روزنباخ
اختبار روزنباخ (بالإنجليزية: Rosenbach's test)‏ هو اختبار طبي نوعي للكشف عن وجود الصفراء في البول. لإجراء الاختبار ، يتم تمرير البول من خلال ورقة الترشيح نفسها عدة مرات ثم يتم تجفيف ورق الترشيح وتضاف قطرة من حمض النتريك، في وجود الصفراء، تظهر ألوان صباغ الصفراء المميزة (بقعة صفراء ذات حلقات بالأحمر والبنفسجي والأزرق والأخضر من حولها).
سمي هذا الاختبار نسبة إلى أوطومار روزنباخ.